# Zkáza Dejvického divadla
Zkáza Dejvického divadla je český šestidílný televizní komediální seriál o Dejvickém divadle, jehož herci a další zaměstnanci hrají sami sebe. Scénář napsali Miroslav Krobot a Ondřej Hübl, režisérem je Miroslav Krobot. Předpremiéra všech šesti dílů najednou proběhla 27. února 2019 v 50 českých kinech. V České televizi byl seriál premiérově uváděn od 4. března do 8. dubna 2019.

## Obsazení
V seriálu hrají herci Dejvického divadla sami sebe. 
- Simona Babčáková
- Hynek Čermák
- Jana Holcová
- Martha Issová
- Miroslav Krobot
- Lenka Krobotová
- Veronika Kubařová
- Klára Melíšková
- Martin Myšička
- Václav Neužil
- David Novotný
- Jaroslav Plesl
- Pavel Šimčík
- Ivan Trojan
- Zdeňka Žádníková-Volencová

## Seznam dílů
| Č. v seriálu | Název         | Režie           | Scénář                        | Premiéra v ČR   |
| ------------ | ------------- | --------------- | ----------------------------- | --------------- |
| 1            | Režisér       | Miroslav Krobot | Miroslav Krobot a Ondřej Hübl | 4. března 2019  |
| 2            | AIDS          | Miroslav Krobot | Miroslav Krobot a Ondřej Hübl | 11. března 2019 |
| 3            | Vládci loutek | Miroslav Krobot | Miroslav Krobot a Ondřej Hübl | 18. března 2019 |
| 4            | Šmejdi        | Miroslav Krobot | Miroslav Krobot a Ondřej Hübl | 25. března 2019 |
| 5            | Smrad         | Miroslav Krobot | Miroslav Krobot a Ondřej Hübl | 1. dubna 2019   |
| 6            | Zkáza         | Miroslav Krobot | Miroslav Krobot a Ondřej Hübl | 8. dubna 2019   |

## Recenze
- Mirka Spáčilová, iDNES.cz, 4. března 2019, [2]
- Stanislav Dvořák, Novinky.cz, 22. února 2019, [3]
- Dominika Kubištová, informuji.cz, 4. března 2019, [4]